# 岡村宜城
岡村 宜城（おかむら よしき、1977年3月21日 - ）は、山口県熊毛郡平生町出身の元サッカー選手、サッカー指導者。新潟産業大学サッカー部監督。

## 略歴
佐賀サッカースポ少出身。平生中学時代には、甲府市立北中学校時代の中田英寿がいたジュニアユース代表候補に選ばれた。国見高校、関西大学を経て、1999年から2001年までJリーグ・ガンバ大阪でプレー。リーグ戦出場はなく、ナビスコカップ、天皇杯のみの出場にとどまる。その後は佐川急便大阪SCに在籍し、2004年に引退した。
2005年、Jリーグキャリアサポートセンターの紹介で和歌山県の初芝橋本高校サッカー部の監督に就任。同校を2006年高校総体で準優勝に導いた。
2014年、新潟産業大学サッカー部の監督に就任。
プロ選手としては大成しなかった。ガンバ大阪時代ではユース上がりの同期選手で元日本代表の二川孝広、大黒将志のプレーなどに大きな衝撃を受け、「サッカー観が変わった」とまで語る。当時の経験が指導者としての原点になっており、初芝橋本でも安易なロングキックに頼らずに後方からパスを繋ぐサッカーを指向している。左右へウイングが開いた、攻撃的でワイドなサッカーも特徴。

## 所属クラブ
- 平生町立佐賀小学校
- 平生町立平生中学校
- 国見高校
- 関西大学
- 1999年-2001年 ガンバ大阪
- 2002年-2004年 佐川急便大阪

## 個人成績
| 国内大会個人成績 | 国内大会個人成績 | 国内大会個人成績 | 国内大会個人成績 | 国内大会個人成績 | 国内大会個人成績 | 国内大会個人成績 | 国内大会個人成績 | 国内大会個人成績 | 国内大会個人成績 | 国内大会個人成績 | 国内大会個人成績 |
| 年度             | クラブ           | 背番号           | リーグ           | リーグ戦         | リーグ戦         | リーグ杯         | リーグ杯         | オープン杯       | オープン杯       | 期間通算         | 期間通算         |
| 年度             | クラブ           | 背番号           | リーグ           | 出場             | 得点             | 出場             | 得点             | 出場             | 得点             | 出場             | 得点             |
| 日本             | 日本             | 日本             | 日本             | リーグ戦         | リーグ戦         | リーグ杯         | リーグ杯         | 天皇杯           | 天皇杯           | 期間通算         | 期間通算         |
| ---------------- | ---------------- | ---------------- | ---------------- | ---------------- | ---------------- | ---------------- | ---------------- | ---------------- | ---------------- | ---------------- | ---------------- |
| 1999             | G大阪            | 21               | J1               | 0                | 0                | 0                | 0                | 0                | 0                | 0                | 0                |
| 2000             | G大阪            | 21               | J1               | 0                | 0                | 1                | 0                | 1                | 0                | 2                | 0                |
| 2001             | G大阪            | 21               | J1               | 0                | 0                | 0                | 0                | 0                | 0                | 0                | 0                |
| 2002             | 佐川大阪         | 19               | JFL              | 16               | 3                | -                | -                |                  |                  |                  |                  |
| 2003             | 佐川大阪         | 14               | JFL              | 28               | 7                | -                | -                |                  |                  |                  |                  |
| 2004             | 佐川大阪         | 14               | JFL              | 15               | 2                | -                | -                |                  |                  |                  |                  |
| 通算             | 日本             | 日本             | J1               | 0                | 0                | 1                | 0                | 1                | 0                | 2                | 0                |
| 通算             | 日本             | 日本             | JFL              | 59               | 12               | -                | -                |                  |                  |                  |                  |
| 総通算           | 総通算           | 総通算           | 総通算           | 59               | 12               | 1                | 0                |                  |                  |                  |                  |

## 指導歴
- 2005年- 初芝橋本高校：監督
- 2014年- 新潟産業大学: 監督